# بخش کاس (شهرستان هنکوک، اوهایو)
بخش کاس (به انگلیسی: Cass Township) یک منطقهٔ مسکونی در ایالات متحده آمریکا است که در شهرستان هنکاک، اوهایو واقع شده‌است.
 بخش کاس ۶۲٫۲ کیلومتر مربع مساحت و ۹۹۳ نفر جمعیت دارد و ۲۴۲ متر بالاتر از سطح دریا واقع شده‌است.